# Бостонский общественный сад
Бостонский общественный сад (также Общественный сад) — парк в центре Бостона (штат Массачусетс), первый общественный ботанический сад в США. 
Находится рядом с парком Бостон-Коммон и является частью системы парков «Изумрудное ожерелье». Ограничен Чарльз-стрит и Бостон-Коммон на востоке, Бикон-стрит и Бикон-хилл на севере, Арлингтон-стрит и Бэк-Бэй на западе и Бойлстон-стрит на юге. 

## История создания
Бостонская бухта Бэк-Бэй, включая землю, на которой расположен сад, была илистой до тех пор, пока в начале 1800-х годов не началось засыпание. Территория Общественного сада была засыпана раньше всех, — там, где сейчас находится Чарльз-стрит, с 1796 года находились канатные мануфактуры: город предоставил канатчикам в пользование землю 30 июля 1794 года, после того, как пожар уничтожил производство в более населённом районе города. В качестве условия использования участка, предприниматели должны были построить дамбу и засыпать территорию, прилегающую к ней (ныне на этом месте расположены Чарльз-стрит и часть Общественного сада).